# خوانيتا غوميز
خوانيتا غوميز (بالإسبانية: Juanita Gómez)‏ هي مذيعة أخبار وصحفية كولومبية، ولدت في 24 ديسمبر 1987 في مانيزاليس في كولومبيا.